# A tu regreso (álbum)
A tu regreso, es el sexto álbum de estudio de Cecilia Todd. Es un álbum de música típica venezolana. Su lanzamiento marcó el regreso de Todd después de seis años del lanzamiento de su disco de 1982, El Novio Pollero. La grabación y mezcla del disco se llevó a cabo en los estudios Telearte, Caracas.

## Lista de canciones
- 01- Cantando (Leonardo Oporto) 3:38
- 02- Cuando Me Dejes (Henry Martínez) 2:47
- 03- Recontramor (Eduardo Izcaray) 3:26
- 04- A Tu Regreso (Henry Martínez) 3:36
- 05- Glosa De Un Amor Intransigente (E. L. Rodríguez/ I. Chester) 2:59
- 06- Deja Que Te Lleve (Evio Di Marzo) 3:47
- 07- Merenson (Eduardo Izcaray) 2:48
- 08- Querella (Frank Quintero) 4:09
- 09- Nota (Henry Martínez) 2:55
- 10- Tiempo De Esperanza (Henry Martínez) 5:08

## Créditos y personal
- Cuatro venezolano y voz: Cecilia Todd
- Teclados y programación: Willie Croes
- Guitarras: Eddy Pérez, Pedro Vilela
- Bajos: Danilo Aponte, Lorenzo Barriendos
- Baterías: Aarón Serfaty, Gustavo Calle

- Percusión: Carlos "El Nene" Quintero
- Congas: Orlando Poleo
- Trompeta: Gustavo Aranguren
- Voces de apoyo: Guillermo Carrasco, Miguel Ángel Bosch, Álvaro Serrano
- Producción y arreglos: Willie Croes
- Grabación: Juan Carlos Socorro, Miguel Ángel Larralde
- Mezcla: Juan Carlos Socorro, Willie Croes